# Аделіна Ісмайлі
Аделіна Ісмайлі (алб. Adelina Ismajli; 14 грудня 1979 в Приштині) — косово-албанська співачка і акторка; учасниця конкурсів краси, Міс Косово 1997.

## Біографія
Аделіна почала співати в ранньому віці, ставши однією з відомих співачок в Косово в 1990-х. Брала участь в різних дитячих та юнацьких музичних фестивалях в Албанії, таких як Akordet e Kosovës, Festivali i këngës për fëmijë në RTSH та інших. 
Після невеликої перерви вона ознаменувала собою нову епоху в музичній індустрії Албанії, принісши на сцену своєрідний стиль — співачка стала національним секс-символом, іноді випускаючи провокаційні кліпи і ролики на албанському телебаченні. Аделіна Ісмайлі також виконувала багато пісень, присвячених жертвам війни в Косово. Записи співачки очолювали хіт-паради і мали великий успіх в Албанії і регіонах колишньої Югославії з албанським населенням, а також серед зарубіжної албанської діаспори. 
Крім музики, знялась у двох фільмах і бажає продовжити цю діяльність.

## Дискографія
Ісмайлі співає переважно албанською мовою і за час своєї кар'єри випустила альбоми:
- 1995 — 100 % Zeshkane / 100 % Брюнетка
- 1996 — Ushtrinë Timë / Моя армія
- 2000 — Nuk Jam Seks Bombë / Я не секс-бомба
- 2002 — Prej Fillimit / Спочатку
- 2005 — Mbretëreshë E Robëreshë / Бранці і королева
- 2007 — Feniks / Фенікс
- 2014 — BRAVO / Браво